# Wally Olins
Wallace Olins (surnommé « Wally »), né le 19 décembre 1930 et mort le 14 avril 2014 est un designer et consultant spécialiste du design de marque. Il a cofondé la société Wolff Olins et Saffron Brand Consultants et en a été le président.
On lui doit le concept de marque territoriale. Par son travail de conseil en branding, il porte en Grande-Bretagne et dans le monde l’idée que l’identité de marque est d’une importance capitale, et qu’elle a une influence sur tout ce que les organisations font et disent d’elles-mêmes.
Il conseille de nombreuses organisations, dans le monde entier, sur l'identité, la stratégie de marque, la communication et les questions connexes, notamment 3i, Akzo Nobel, Repsol, Q8, l'Office du tourisme du Portugal, Renault, Volkswagen, Tata et Lloyd's of London. Il a été conseiller de McKinsey & Company et de Bain & Company. Il a été le pionnier du concept de la nation en tant que marque et a travaillé sur des projets de marque pour un certain nombre de villes et de pays, notamment Londres, Maurice, Irlande du Nord, Pologne, Portugal et Lituanie.

## Biographie
Olins fait ses études à Highgate School à Londres. Après avoir étudié l'histoire au St. Peter's College à Oxford, il se lance dans la publicité à Londres. Son premier grand poste est celui de directeur de l'agence qui deviendra Ogilvy and Mather à Mumbai, où il vit pendant cinq ans.
Il retourne à Londres en 1965 pour cofonder avec Michael Wolff l'agence Wolff Olins, dont il est le président. Il fonde Saffron Brand Consultants en 2001 avec Jacob Benbunan, un ancien collègue de Wolff Olins.
Il est professeur invité dans de nombreuses écoles de commerce dans le monde et s'exprimait sur les questions de marque et de communication à l'échelle mondiale. Olins est décédé à l'âge de 83 ans le 14 avril 2014.

## Approche du design
Pour Olins, un bon logo a quatre missions :  
1. il doit être émouvant et rationnel à la fois ; s'adresser aussi bien au cœur qu'à la tête des gens ;
2. il doit être pertinent pour toutes les parties prenantes ;
3. il doit être distinct, le but d'une identité graphique étant de se distinguer des concurrents ;
4. il doit être vrai ; il doit venir du cœur de la marque, éviter les clichés et souligner un concept qui doit être reconnu comme réaliste et inspirant pour toutes les cibles.

## Prix et distinctions
Olins est distingué par l'CBE en 1999. Il est nommé pour le Prince Philip Designers Prize en 1999 et reçoit la médaille du bicentenaire de la Royal Society of Arts en 2000. Il reçoit le prix du président de D&AD en 2003 et le premier prix de l'Institut de la réputation pour l'ensemble de ses réalisations en 2006. Olins est membre honoraire du St Peter's College et en 2013, il est nommé professeur honoraire à l'UPC de Lima, au Pérou.

## Œuvres
Plus de 250 000 exemplaires de ses livres ont été vendus en 18 langues, notamment les ouvrages fondamentaux Corporate Identity, On Brand et The Brand Handbook. Son dernier livre, Brand New - The Shape of Brands to Come, a été publié par Thames & Hudson en avril 2014.
- (en) Wally Olins, Brand New : the Shape of Brands to Come, Thames & Hudson Ltd, 2014, 200 p. (ISBN 0-500-29139-X et 978-0-500-29139-9, OCLC 858843365, lire en ligne) ;
- (en) Wally Olins, The brand handbook, Thames & Hudson, 2008, 112 p. (ISBN 978-0-500-51408-5 et 0-500-51408-9, OCLC 191753219, lire en ligne) ;
- (en) Wally Olins, On brand, Thames & Hudson, 2004, 200 p. (ISBN 0-500-51145-4, 978-0-500-51145-9 et 0-500-28515-2, OCLC 55211212, lire en ligne) ;
- (en) Wally Olins, Trading identities : why countries and companies are taking on each others' roles, Foreign Policy Centre, 1999, 57 p. (ISBN 0-9535598-3-1 et 978-0-9535598-3-1, OCLC 45772110, lire en ligne) ;
- (en) Wolff Olins, The new guide to identity : how to create and sustain change through managing identity, Design Council/Gower, 1995, 110 p. (ISBN 1-351-88511-1 et 978-1-351-88511-9, OCLC 975026062, lire en ligne) ;
- (en) Wally Olins, The Wolff Olins guide to corporate identity, Londres, Selbstverlag, 1984, 56 p. (ISBN 0-9509257-0-5 et 978-0-9509257-0-7, OCLC 60077399, lire en ligne) ;
- (en) Wally Olins, The corporate personality : an inquiry into the nature of corporate identity, Mayflower Books, 1978, 215 p. (ISBN 0-8317-1780-7 et 978-0-8317-1780-3, OCLC 4504395, lire en ligne).